# Arlo, le garçon alligator
Pour plus de détails, voir Fiche technique et Distribution.
Arlo, le garçon alligator (Arlo the Alligator Boy) est un film américain réalisé par Ryan Crego, sorti en 2021. Il a été suivi par la série animée J'adore Arlo.

## Synopsis
Arlo Beauregard, un garçon mi-humain et mi-alligator, est placé dans un égout de New York peu après sa naissance. Il dérive jusqu'à un marais où il est élevé par une femme nommée Edmée. Adolescent, Arlo souhaite interagir avec d'autres personnes mais craint que son apparence d'alligator ne soit pas acceptée par la société.

## Fiche technique
- Titre : Arlo, le garçon alligator
- Titre original : Arlo the Alligator Boy
- Réalisation : Ryan Crego
- Scénario : Ryan Crego et Clay Senechal
- Musique : Alex Geringas
- Montage : Steve Downs
- Production : Antonio Canobbio et Ryan Crego (producteurs délégués)
- Société de production : Good Universe, Netflix Animation, Point Grey Pictures, Titmouse et Universal 1440 Entertainment
- Pays :  États-Unis
- Genre : Animation, aventure, comédie, film musical
- Durée : 90 minutes
- Dates de sortie : 
  - Netflix : 16 avril 2021

## Doublage

### Voix originales
- Michael J. Woodard : Arlo, le garçon alligator
- Mary Lambert : Bertie
- Annie Potts : Edmee
- Haley Tju : Alia / la femme riche
- Jonathan Van Ness : Furlecia
- Brett Gelman : Marcellus
- Tony Hale : Teeny Tiny Tony
- Flea : Ruff
- Jennifer Coolidge : Stucky
- Vincent Rodriguez III : Ansel Beauregard

### Voix françaises
- Michaël Gregorio : Arlo Beauregard
  - Elliott Schmitt : Arlo (voix chantée)
- Pascal Nowak : Ansel Beauregard
- Lucienne Troka : Edmée
- Emmylou Homs : Bertie
- Jean-Loup Horwitz : Riri Kiki Tony
- Maxime Baudouin : Fourruria
- Gilles Morvan : Marcellus
- Fabien Jacquelin : Ralf
- Kaycie Chase : Alia
- Laurence Huby : Stocky
- Meaghan Dendraël : Sandra June
- Franck Gourlat, Cécile Gatto, Claudia Poulsen, Bertrand Pazos, Antoine Ferey, Thierry Vizioli-Walker : voix additionnelles
Version française
  - Studio de doublage : Dubbing Brothers[1]
  - Direction artistique : Virginie Méry
  - Adaptation : Philippe Sarrazin (dialogues), Claude Lombard (chants)

## Distinctions
Le film a été nommé pour trois Annie Awards.

## Série télévisée
Le 27 août 2021 est sortie sur Netflix une série télévisée à l'effigie du film composée de 19 épisodes nommée J'adore Arlo.